# Pahuyuth
El pahuyuth (พาหุยุทธ์) es un término que engloba el conocimiento técnico - táctico de las diferentes artes marciales tailandesas, el masaje tailandés o nuat phaen boran, la meditación o Sayaisart, y la medicina tradicional. El pahuyuth se originó hace 2000 años. Al igual que el Budo japonés o camino del guerrero samurái que incluye las filosofías budista, confucionista y sintoísta, las artes marciales clásicas y modernas (jiu-jitsu, kenjutsu, Judo, kendo, Aikido, etc.), el masaje tradicional o shiatsu y el código ético conocido como bushido; o la tradición china que incluye el arte marcial del Kung fu en sus diferentes manifestaciones (Shaolin, Wing chun, Taichí, Shuai Jiao, etc.), las filosofías taoísta, confucionista, budista; y la medicina tradicional acupuntura y fitoterapia, además de prácticas energéticas como el chi kung. La versión tailandesa es más conocida por su faceta marcial, reflejada en las disciplinas del Muay Boran, la esgrima o Krabi krabong, las artes militares o Muay Lert Rit, y en el deporte del muay thai.

## Historia
El pueblo tailandés data de mucho tiempo antes de la era Sukhothai (considerado el primer reino tailandés), si bien su origen todavía genera debates donde se disputan teorías de las más diversas. Se postulan origen chino (y dentro de esta teoría hay controversia de qué parte de China), mongol, malayo y autóctono, como también hay controversia sobre su posible origen mongoloide o austronesio.
La teoría aceptada en el pahuyuth -que es enseñada en las escuelas tailandesas- rastrea al pueblo thai hasta sus antepasados, los glie -los Mung- asentados en las montañas Altái en torno al 5000 a. C. Se establecieron antes de la era budista en una región llamada "Reino Aay Loa", en las orillas de los ríos Amarillo, Huang Ho y Yang Jue, en las provincias de Sichuan , Hubei, Anhui y Jiangxi en China. Ya en el 2600 a. C. se menciona una organización tribal basada en la alianza de nueve hermanos, el Glie Gauw Piehnong.
En el 2500 A.C. comenzó un periodo de conflictos territoriales de los pueblos chinos que coincide con la mítica expansión territorial de Huan Di. Estos conflictos y los intentos de invasión orda incentivaron a los glie a instruir a su gente en disciplinas marciales y educación física.
El chamanismo y la espiritualidad influenció la cultura marcial de los glie. Hacían ritos necrománticos para pedir protección, juraban lealtad a su ejército a través del consumo de bebidas alcohólicas, se untaban aceite de madera de sándalo para purificarse, hacían un baile tradicional antes de la batalla.
Las primeras armas usadas por los glie eran herramientas como hoces (Kiev), cuchillo de pescador (Miedzuy), porra para arroz (Gabbglie) y arpón (Hock).
La gabbglie pronto se convirtió en espada, el Dabglie. El Dab Nanjauw era la esgrima thai. La característica principal de este arte era la fluidez en el uso de las armas corporales junto con las espadas -que se usaban dobles. Fue desarrollándose hasta convertirse en el fandab.
Luego de años de desarrollo marcial se crearon los sistemas de lucha llamados "Ching Kom" y "Pan Lam".

## Artes marciales

### Muay boran
El término muay boran se usa para referirse a las artes marciales sin armas. Fue creado en el 200 A.C. por varios clanes familiares, líderes militares y preservado por los monjes budistas.

### Muay Thai
El Muay Thai, es una síntesis deportiva del arte marcial del Muay Boran, se le considera un deporte de combate desde 1929, cuando se adoptaron las categorías por peso, los equipos del boxeo occidental como los guantes, y los tiempos de combate o asaltos de 3 minutos. Asimismo en los años 70 dio lugar al kickboxing.

### Muay Lert Rit
la defensa militar o Lert Rit, es el conjunto de técnicas y tácticas clásicas usadas por el Ejército Real de Tailandia (Kongthap Luang), los Guardias de Palacio, los Cuerpos Especiales de Infantería. Está basada asimismo en las técnicas más letales y prácticas del Muay Boran.

### Ling lom
Disciplina marcial basada en las artes marciales chinas, se basa en el estilo del mono volador, a fin con el muay boran.

### Krabi Krabong
El Krabi Krabong es un arte marcial tailandés enfocado en el uso de armas. El nombre del sistema se refiere a sus principales armas, el sable curvo o "krabi" y la vara "krabong" que hace relación a la lanza. Por lo general las armas se manejan en parejas.
Las armas de krabi-krabong incluyen:
- Krabi กระบี่: sable de un solo filo.
- Krabong กระบอง: bastón / vara.
- Daab song mue ดาบสอง มือ: espadas dobles, una en cada mano.
- Lo โล่: adarga de madera o cuero de búfalo con una punta en el centro.
- Phlong พ ลอง: palo largo, por lo general en pareja o utilizado con un escudo.
- Ngaw o Ngau ง้าว: alabarda
- Mai sok san ไม้ ศอก สั้น: tonfas de madera
- Hawk flecha arrojadiza.
- Khawaan hacha.
- Meed Sahn cuchillo corto
- Dhang escudo de cuero o ratán de forma oval y curvada
- Khehen escudo en cuero de forma oblicua pero más pequeño que el Dhang)

## Saiyasart
El Saiyasart (ไสยศาสตร์: superstición) es una religión popular ocultista que incluye necromancia, magia negra y blanca, meditación y adivinación. En el pahuyuth se centran en la meditación y en el autoconocimiento a través de la lectura de pasajes.
El Saiyasart se basa en la teoría de que un ser ya posee el conocimiento de la verdad. No se forma ningún campo nuevo de conocimiento, debido a la naturaleza ficticia la existencia el conocimiento ha sido movido al subconsciente. Así, el Saiyasart se entiende como un incentivo para recordar y volver a ser, cautelosamente y paso a paso, convertido en consciente de la verdad.

## Masaje tradicional

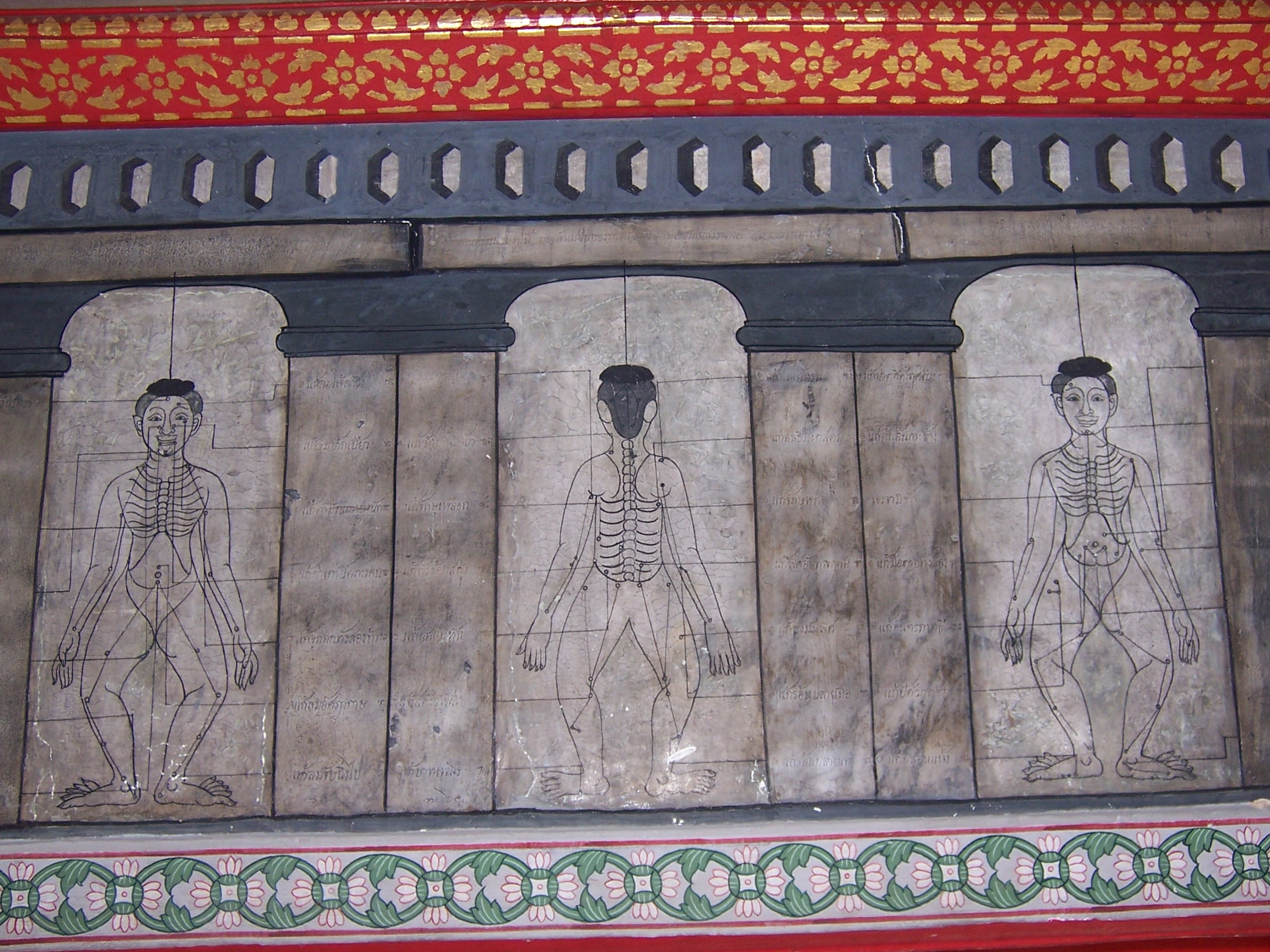
Dibujos de puntos de acupresión de las líneas Sen en el Templo Wat Pho en el distrito Phra Nakhon, Bangkok, Tailandia.

El masaje thai o nuat phaen boran , de una antigüedad de 2500 años, según una leyenda fue creado por Shivago Komarpaj (Jivaka Komarabhacca), masajista de Buda Gautama. Aunque la teoría aceptada científicamente es que el masaje thai fue evolucionando a través de su historia, recibiendo influencias de China, India y los pueblos del sudeste asiático.